# 周公閱
周公閱（?—?），春秋初期周国国君，周公旦后裔，公爵。鲁僖公三十年（周襄王二十二年，公元前630年）他奉天子之命聘问鲁国，鲁文公十四年（周顷王六年，前613年）四月，周顷王驾崩，周公阅与王孙苏争政，晋国赵宣子赵盾平定此事。